# Crocodile (1996)
Crocodile (dt. „Krokodil“) ist das Regiedebüt des südkoreanischen Filmregisseurs Kim Ki-duk aus dem Jahr 1996.

## Handlung
Der Protagonist ist ein Obdachloser, der wegen seines „krokodilhaften Verhaltens“ den Spitznamen „Krokodil“ hat und unter einer Brücke am Fluss Han davon lebt, Selbstmördern Geld und Wertsachen abzunehmen und ihre Leichen an ihre Familien zu verkaufen. Er kann sich relativ lang unter Wasser aufhalten, ohne Luft holen zu müssen. Seine einzigen Sozialbeziehungen sind ein kleiner Junge und ein alter Mann, Herr Oh, die mit ihm leben. Diese haben unter seinen ständigen Wutausbrüchen zu leiden, etwa weil er sich an seine Jugend erinnert.
Eines Tages rettet er der von ihrem Freund verlassenen Selbstmörderin Hyun-jung das Leben. Danach wird sie vom Krokodil erniedrigt und sexuell missbraucht, leistet dabei aber kaum Widerstand.
Als „Krokodil“ unschuldig verhaftet und ihm Mord vorgeworfen wird, hilft ihm Herr Oh freizukommen, indem er als Zeuge den richtigen Täter identifiziert. Dieser Täter rächt sich am Herrn Oh, indem er ihn ermordet. Herr Ohs Mörder ist ein Komplize von Hyun-jungs ehemaligem Freund. Diesen töten Hyun-jung und „Krokodil“ gemeinsam.
Hyung-jung und „Krokodil“ haben das erste Mal Sex mit beidseitigem Willen. Am Tag darauf begeht Hyung-jung einen weiteren Suizidversuch, den „Krokodil“ nicht vereitelt. Er nimmt sich ebenfalls das Leben.

## Veröffentlichungen
Der Film lief nach seiner Fertigstellung nicht international, wurde aber dank rapide steigender Popularität Kims schließlich in anderen Ländern gezeigt. In Frankreich lief er etwa 2004 auf dem Festival du film asiatique de Deauville. Die deutsche Erstaufführung fand am 22. Februar 2008 auf dem Fernsehsender ARTE statt.